# Běštín
Běštín település Csehországban, a Berouni járásban. Běštín Hostomice, Jince és Čenkov településekkel határos. Lakosainak száma 345 fő (2024. január 1.).

## Népesség
A település lakosságának változását az alábbi diagram mutatja:
| Lakosok száma | 827  | 884  | 765  | 533  | 360  | 289  | 310  | 328  | 331  | 345  |
|               | 1869 | 1900 | 1921 | 1961 | 1980 | 2011 | 2016 | 2019 | 2021 | 2024 |